# Mercedes-Benz W194
Mercedes-Benz 300SL (W194) — мелкосерийный спортивный автомобиль, разработанный компанией Daimler Benz AG в 1951-1952 годах под руководством конструктора Рудольфа Уленхаута для участия в различных послевоенных кузовных гонках. Стал первым гоночным автомобилем компании, разработанным с нуля после 2-й Мировой Войны. В гоночном исполнении выпущен в количестве 10 штук в кузовах купе (6 штук) и спайдер (4 штуки), а также 1 дорожный (не гоночный) прототип. Идейно и конструктивно явился предшественником мелкосерийных гоночных автомобилей проекта W196 и серийных дорожно-спортивных автомобилей Mercedes-Benz 300SL проекта W198. В гонках автомобиль использовался только заводской гоночной командой, и в том числе за счёт своей надёжности и мастерства профессиональных механиков позволил гонщикам и команде выиграть все гонки, на которые был заявлен, кроме одной.

## Наиболее известные спортивные достижения
- Милле Милья 1952 — 2 место
- 24 часа Ле-Мана 1952 — 1 место
- Каррера Панамерикана 1952 — 1 место

## Изображения
|  |  |  |  |